# Tommy de la Hay
Tommy C. de la Hay was een Brits motorcoureur. Hij won een race van de TT van Man van 1920. 
Tommy de la Hay was aan het begin van de jaren tien werknemer van het merk Sunbeam in Wolverhampton. In 1913 formeerde Sunbeam een raceteam dat bestond uit personeelsleden: behalve de la Hay ook John Greenwood en Howard Davies. 
In 1914 nam men deel aan de TT van Man. Voor Sunbeam werd Davies derde, Vernon Busby elfde en de la Hay dertiende. 
Door het uitbreken van de Eerste Wereldoorlog werd er vijf jaar lang niet geracet. Pas in 1920 vond er weer een TT op Man plaats. Het oorspronkelijke team was uiteengevallen, maar de la Hay reed nog steeds voor Sunbeam. Hij won zonder veel moeite de Senior TT waarin hij de eerste werd die een racegemiddelde van meer dan 50 mijl per uur haalde. In 1921 viel hij uit, maar in 1922 finishte hij als zesde. In 1923 werd hij negende. Hij startte toen ook in de Junior TT, maar haalde de finish niet. Daarna nam Sunbeam een pauze van een jaar, waarin alleen privérijders nog met het merk startten. Toen Sunbeam in 1925 terugkwam op Man kwam de naam van Tommy de la Hay niet meer in de startlijsten voor. 

## Isle of Man TT resultaten
| Jaar | Klasse    | Motorfiets | Plaats |                          | Winnaar |
| ---- | --------- | ---------- | ------ | ------------------------ | ------- |
| 1914 | Senior TT | Sunbeam    | 13e    | Cyril Pullin, Rudge      |         |
| 1920 | Senior TT | Sunbeam    | 1e     | Tommy de la Hay, Sunbeam |         |
| 1921 | Senior TT | Sunbeam    | DNF    | Howard Davies, 350cc-AJS |         |
| 1922 | Senior TT | Sunbeam    | 6e     | Alec Bennett, Sunbeam    |         |
| 1923 | Junior TT | Sunbeam    | DNF    | Stanley Woods, Cotton    |         |
| 1923 | Senior TT | Sunbeam    | 9e     | Tom Sheard, Douglas      |         |